# Домина (сериал)
«Домина» (англ. Domina) — британско-итальянский исторический мини-сериал, рассказывающий о Ливии Друзилле, жене римского императора Октавиана Августа. Главные роли в нём сыграли Кася Смутняк, Лиам Каннингем, Мэттью Макналти. Показ первого сезона начался 14 мая 2021 года, второго и последнего — 9 июля 2023 года. Сериал получил главным образом положительные отзывы критиков.

## Сюжет
Действие сериала происходит в Древнем Риме во второй половине I века до н. э. Главная героиня — Ливия Друзилла, жена императора Августа, талантливая и амбициозная римлянка из знатного рода, участвовавшая в управлении государством и обладавшая значительным политическим весом. 
По данным ряда источников, достоверность которых ставится учёными под сомнение, Ливия расправилась с помощью убийств и клеветы с большинством родственников мужа, чтобы расчистить путь к императорской власти для своего сына Тиберия, что и нашло отражение в сериале.

## Эпизоды
| Сезон | Серии | Серии | Даты показа | Даты показа |
| ----- | ----- | ----- | ----------- | ----------- |
| 1     | 8     | 8     | 14 мая 2021 | 14 мая 2021 |
| 2     | 8     | 8     | 9 июля 2023 | 9 июля 2023 |

### Сезон 1 (2021)
| № общий | № в сезоне | Название       | Режиссёр              | Автор сценария | Дата премьеры |
| --- | ---------- | -------------- | --------------------- | -------------- | ------------- |
| 1 | 1          | «Опала»        | Клэр Маккарти         | Саймон Бёрк    | 14.05.2023    |
| 42 год до н. э. Пятнадцатилетняя Ливия, дочь знатного сенатора-республиканца Марка Ливия Друза, выходит замуж за 40-летнего соратника своего отца Тиберия Клавдия Нерона, который оказывается грубым, но слабовольным человеком. Так как Ливия не желает расставаться с подругой детства, рабыней-эфиопкой Антигоной, Друз даёт последней свободу, чтобы она могла последовать за госпожой. Тем временем начинается война второго триумвирата против убийц Цезаря. Молодой преемник Цезаря Гай Октавий нравится Ливии, но является врагом её отца и мужа. В сражении при Филиппах в Греции силы триумвирата побеждают республиканцев, и отец Ливии совершает самоубийство. Ливии приходится бежать из столицы вместе с мужем и новорождённым сыном Тиберием, взяв с собой Антигону и её супруга. На привале в лесу они встречают дезертиров из войска триумвирата. Муж Антигоны погибает, а самой ей угрожает бесчестье, но Ливии удаётся спасти подругу, убив насильника. Внезапно вернувшийся Нерон встречает в чаще Антигону, избивает её и бросает умирать, а напуганной жене приказывает следовать за ним в сторону Сицилии. |            |                |                       |                |               |
| 2 | 2          | «Возвышение»   | Клэр Маккарти         | Саймон Бёрк    | 14.05.2021    |
| 40 год до н. э. Ливия с Нероном находят приют на Сицилии, у Секста Помпея, с которым Ливия вступает в любовную связь. Вскоре она беременеет, и это вызывает у неё ярость: судьба Ливии слишком туманна, и второй ребёнок лишь осложнит её жизнь. Спустя год Помпей и Октавиан заключают союз, и семья Ливии возвращается в Рим по амнистии. Ливия узнаёт, что всё её имущество конфисковано, но Антигона жива и продана в бордель. Ливия находит подругу и обещает вызволить её. Ливия понимает, что приглянулась Октавиану, и решает использовать это для спасения чести семьи. Невзирая на беременность, она соблазняет Октавиана, уговаривая его развестись с супругой Скрибонией. Тот соглашается взять Ливию в жёны и вернуть ей наследство отца. С помощью солдат, предоставленных Марком Агриппой, Ливия вламывается в бордель и силой освобождает Антигону. Она производит на свет второго сына Друза и, оставив его Нерону, уходит к Октавиану. |            |                |                       |                |               |
| 3 | 3          | «Семья»        | Клэр Маккарти         | Саймон Бёрк    | 14.05.2021    |
| 27 год до н. э. Прошло 12 лет, последняя фаза гражданских войн завершилась, Октавиан становится единоличным правителем Рима. Подросшие дети Ливии Тиберий и Друз живут с ней после внезапной смерти отца. Они воспитываются вместе с племянником и племянницей Октавиана, детьми его сестры Октавии Марцеллом и Марцеллой, а также с его дочерью от первого брака Юлией и сыном Марка Антония Юлом. Со временем между детьми Октавии и сыновьями Ливии возникает неприязнь. Родить Октавиану сына и наследника Ливия уже не способна. Чтобы избавить себя от интриг Октавии и Скрибонии, она обзаводится в доме последней шпионкой — рабыней-германкой, регулярно снабжающей её ценной информацией. Связными служат Антигона и верный раб-египтянин Тихо. Антигона, чтобы отомстить за насилие и жестокое обращение, тайно проникает в бордель и травит ядом его хозяйку. |            |                |                       |                |               |
| 4 | 4          | «Секреты»      | Дэвид Эванс           | Саймон Бёрк    | 14.05.2021    |
| Надежды Ливии и Октавиана на рождение наследника рушатся после очередного выкидыша. Ливия безуспешно пытается уговорить друга покойного отца, убеждённого республиканца Луция Кальпурния Пизона, вновь избраться консулом на пару с Октавианом. Дочь цезаря Юлию решают выдать за его племянника Марцелла, хотя она с детства влюблена в Юла. Не обладающий авторитетом и чуждающийся политики Тиберий помолвлен с Випсанией — дочерью Агриппы, которого, в свою очередь, женят на Марцелле. Агриппа, надеявшийся на брак с Юлией, ссорится с Октавианом, обвиняя его в невыполнении обещаний, дерётся с Марцеллом и публично унижает его. Ливия и Октавиан решают развестись, но позже, всё взвесив, отказываются от этого шага. |            |                |                       |                |               |
| 5 | 5          | «Чума»         | Дэвид Эванс           | Саймон Бёрк    | 14.05.2023    |
| В Риме новая эпидемия. Октавиан тоже заболел, и все ждут его смерти. Ливия и Антигона не доверяют лечащему врачу, присланному Октавией и Скрибонией, но отвадить его от пациента оказывается непросто. Сенаторы и родственники Октавиана боятся новой смуты, обсуждая кандидатуру преемника. Марцелл красив, физически крепок, имеет воинские заслуги, но недалёк от природы и слабо разбирается в политике. Ливия узнаёт от шпионов, что он обещал друзьям-сенаторам убить её детей. Она самовольно назначает преемником мужа более опытного Агриппу, это шокирует обоих претендентов и ещё больше обостряет отношения между ними. Октавиан поправляется благодаря усилия Антигоны и прощает Ливию за самоуправство. Антигона признается Ливии в отравлении её первого мужа. Та приходит в ярость, но, вспомнив о жестокости Нерона, прощает вольноотпущенницу. |            |                |                       |                |               |
| 6 | 6          | «Беладонна»    | Дебс Гарднер-Патерсон | Саймон Бёрк    | 14.05.2023    |
| 23 год до н. э. Ливия и Антигона обсуждают назначение Марцелла преемником Октавиана, которое грозит им ссылкой, а Тиберию и Друзу — смертью. Действие переносится из Рима в курортный город Байи, где находится одна из вилл Октавиана. Ливия решает отравить Марцелла, подкупив для этого его раба Априона. Октавия, обнаружив в комнате сына сделанный Априоном тайник с монетами, предчувствует беду, собираясь лично отправиться в Байи. Тем временем на вилле Юлия и Юл тайно предаются страсти, и Юлия признается, что ненавидит мужа. Априон случайно застаёт любовников в лесу и рассказывает об этом хозяину. Тот избивает Юла и решает рассказать обо всём Октавиану. Ливия и Антигона заставляют Априона отравить Марцелла, обещая щедрую награду и защиту от обвинений в воровстве и шпионаже. Раб выполняет приказ, после чего его самого убивает на берегу и закапывает в песок Тихо. Марцелла торжественно погребают в Риме, а безутешная Октавия требует от брата сжечь родовое поместье в Байях. |            |                |                       |                |               |
| 7 | 7          | «Измена»       | Дэвид Эванс           | Саймон Бёрк    | 14.05.2023    |
| Прима, мужа Порции (кузины Ливии), обвиняют в государственной измене из-за объявления войны македонцам без приказа сената. Тот заявляет, что выполнял тайный приказ Августа. Враждебная Октавиану сенатская группировка во главе с Крассом намеревается использовать скандал против цезаря, чтобы лишить его власти. Дело грозит дойти до суда, чего не хочет ни одна из сторон. Ливия требует от Юла и Юлии прекратить отношения, но получает отказ. Она отправляется на загородную виллу, где прячется Прим, и помогает ему найти новое убежище в обмен на выгодные для её семьи показания. На судебное заседание, где в роли обвинителя выступает сообщник Красса Марк Валерий Мессала Корвин, приходят Октавиан с Агриппой, хотя их не вызывали. Прим меняет показания, обвинив во всём покойного Марцелла. Агриппа собирает преторианцев, чтобы перебить заговорщиков, и лично закалывает Красса в его спальне, но Корвину удаётся скрыться. Антигона находит проданную Скрибонией рабыню-германку и обещает ей надёжное убежище. Октавиан решает выдать Юлию, проходившую уже год в трауре, за верного Агриппу.             |            |                |                       |                |               |
| 8 | 8          | «Благополучие» | Дэвид Эванс           | Саймон Бёрк    | 14.05.2023    |
| Уставшие от интриг Октавиан и Ливия готовятся к долгому путешествию в Грецию. Антигона ждёт ребёнка и тоже хочет уйти на покой, поселившись на подаренной ей Ливией загородной вилле. Однако в Байях песчаная буря случайно обнажает останки Априона, и Октавия догадывается, кто убил её сына. К тому же Тиберий ссорится с матерью, отказавшись стать соправителем брата. В Остии Октавиан лично убивает Прима, ждавшего там корабля в Афины. Агриппа ловит Корвина, которого душат его рабы. Узнав, что Ливия виновна в смерти не только его отца, но и Марцелла, Тиберий мирится с матерью, согласившись помочь Друзу в управлении государством. Октавия рассказывает брату о своих подозрениях, а затем публично обвиняет Ливию и Антигону в отравлении сына и убийстве Априона. Ливия требует от неё найти свидетельницу — рабыню-германку, проданную Скрибонией и затерявшуюся в провинции. Август не даёт хода обвинениям против жены, поручив Агриппе найти и устранить свидетельницу. |            |                |                       |                |               |

### Сезон 2 (2023)
| № общий | № в сезоне | Название        | Режиссёр        | Автор сценария | Дата премьеры |
| --- | ---------- | --------------- | --------------- | -------------- | ------------- |
| 9 | 1          | «Заговор»       | Дэвид Эванс     | Саймон Бёрк    | 09.07.2023    |
| 19 год до н. э. Ливия и Октавиан после трёхлетних поездки на Восток возвращаются в Рим. За время их отсутствия власть сената пошатнулась, а двое префектов анноны, отвечавших за раздачу хлеба плебеям, вступили в коррупционную сделку с Домицием, амбициозным мужем дочери Октавии Антонии Старшей, и прячут корабли с зерном в укромной бухте. Заметив брожение в народе, Ливия уговаривает Октавиана остановиться инкогнито в таверне, где вступает в конфликт с одной из проституток и после жестокой драки бесследно исчезает. Она попадает в тюрьму, надзиратели которой продают женщин в рабство. В камере Ливия знакомится с бродяжкой Урсой и узнаёт, что зерно в городе есть, но его укрывают для взвинчивания цен. На рынке рабынь Ливию узнаёт Пизон, и она оказывается на свободе. По прибытии домой Ливия узнаёт о смерти Антигоны, оставившей ей на воспитание маленькую дочку. Устроив жизнь новой подруги Урсы, она вместе с Октавианом и Агриппой проводит расследование, чтобы выяснить, кто гноил хлеб, но Домицию удаётся спрятать концы, расправившись с префектами-сообщниками. Ливия расстраивает связь Друза с рабыней-германкой Геминой, а Тиберий всё больше отдаляется от матери, чем пользуется его молодая жена Випсания, дочь Агриппы. |            |                 |                 |                |               |
| 10 | 2          | «Свадьба»       | Дэвид Эванс     | Саймон Бёрк    | 09.07.2023    |
| 18 год до н. э. Сенат издаёт суровый закон против прелюбодеяний. Подготовка свадьбы Друза и Антонии Младшей в самом разгаре, но Домиций, тайно сожительствующий с единоутробной сестрой невесты Марцеллой, пытается расстроить этот брак. Он подговаривает любовницу рассказать матери о вещем сне, в котором ей якобы явился покойный Марцелл, недовольный новым брачным союзом. Октавия требует отменить торжество, и Ливии приходится её шантажировать, сообщив о связи между её племянницей Юлией и зятем Юлом. Октавиан заявляет, что в случае отмены свадьбы Антония станет непорочной жрицей Весты, и её отправляют под конвоем в храм богини, где верховная весталка Турия рассказывает о коварстве Ливии, её подруги детства. Антонии удаётся сбежать и укрыться с помощью Тихо. Тем временем Ливия затевает интригу против Агриппы, боясь, что тот захватит власть. Октавия, скрепя сердце, даёт согласие на брак дочери с Друзом. |            |                 |                 |                |               |
| 11 | 3          | «Предательство» | Дэвид Эванс     | Саймон Бёрк    | 09.07.2023    |
| Проходит два месяца. Брак Друза с Антонией оказался счастливым, но Скрибония, Домиций и Марцелла продолжают плести интриги. Их орудием становится бывшая любовница Друза Гемина, тайно выкупленная из лупанария самим Октавианом. Агриппа уговаривает друга прекратить эту связь, так как Октавиан только что провёл через Сенат строгий закон о нравственности. Тот узнаёт о беременности Гемины и высылает её на отдалённую виллу, предоставив богатое содержание. Скрибония подстрекает Гемину заявить свои права на Октавиана. Рабыня теряет контроль над собой и сама назначает встречу Ливии, открыто угрожая занять её место. В пылу ссоры она тяжело ранит Ливию кинжалом, но та её убивает. Агриппа находит на месте убийства фамильный браслет Ливии и возвращает его хозяйке, пообещав хранить молчание. Ливия, полагая, что умирает, признаётся мужу и в убийстве Гемины, и в причастности к отравлению Марцелла. После чего тот ссылает её в провинцию. |            |                 |                 |                |               |
| 12 | 4          | «Изгнание»      | Салли Апрахамян | Саймон Бёрк    | 09.07.2023    |
| 17 год до н. э. Враги Ливии празднуют победу. Домиций избирается консулом вместе со Сципионом. Один из его клиентов, торговец Вильбия, отправляется к Ливии, шантажируя её через обоих сыновей. Друз является его должником, а Тиберий обвиняется им в убийстве проститутки. Он требует выдать за него одну из молодых родственниц Ливии. Тем временем Юлия раскрывает Антонии свою связь с Юлом. Марцелла подслушивает этот разговор и рассказывает Октавиану о распутстве дочери. Домиций подвергает жену истязаниям, от которых её спасает Юл. Юлии из-за гнева отца и мужа приходится бежать под защиту Ливии. Последняя притворно обещает Вильбии отдать ему в жёны Порцию. По её совету Юлия возвращается в столицу и публично просит прощения у отца и у мужа, а своим любовником называет Вильбию, которого тут же убивает Агриппа. Удовлетворённый исходом дела Октавиан отправляется в поместье Пизона, где мирится с женой. |            |                 |                 |                |               |
| 13 | 5          | «Святотатство»  | Салли Апрахамян | Саймон Бёрк    | 09.07.2023    |
| 16 год до н. э. Октавиан с Тиберием отправляются на германскую границу, где служит Друз. Вопреки своему завещанию, цезарь объявляет Друзу, что передаст ему власть, если тот перейдёт Рейн и покорит германцев. Тем временем в Риме Агриппа пытается сблизиться с Ливией, а Юлия, отдыхая с Юлом и его женой на приморской вилле, тщетно уговаривает любовника отравить Домиция. Обеспокоенная судьбой сыновей Ливия желает прочесть завещание супруга, заставив Тихо похитить его из храма Весты. Тот нехотя исполняет её приказание, шантажируя весталку Аврелию. Но Аврелия, выполнив требование, признаётся во всём верховной весталке Турии, ненавидящей Ливию, когда-то точно так же заставившую её украсть завещание Марка Антония. В обмен на своё молчание Турия принуждает Ливию отдать ей все поместья в Италии, Греции и Египте, а также фамильные браслеты. Ливия узнаёт из завещания, что её сыновья не получат власть после смерти супруга, и решается на ещё большее святотатство: она поручает Тихо с подручными выкрасть Турию и заживо замуровать в уединённом лесном гроте, где она играла с ней в детстве. |            |                 |                 |                |               |
| 14 | 6          | «Свобода»       | Салли Апрахамян | Саймон Бёрк    | 09.07.2023    |
| 12 год до н. э. Агриппа скоропостижно умирает. Юлия становится объектом интереса со стороны влиятельных женихов, желающих стать наследниками Октавиана. В их числе оказывается Домиций, но Ливия с помощью шантажа заставляет его отказаться от притязаний. В отместку Домиций находит владельца лупанария Муску, брата убитого Агриппой Вильбии, и предоставляет ему доказательства причастности Ливии к этому делу. Аврелия, сменившая Турию в должности верховной весталки, приносит Октавиану завещание Агриппы, согласно которому Ливии отходит значительная часть его земель. Желая устроить будущее Друза, Ливия притворно обещает Юлии, что её не будут больше выдавать замуж, а после отказывает в браке с ней Юлу, нарушая данное ему обещание. Её планы разрушает сначала Друз, убеждённый республиканец, любящий жену и замышляющий государственный переворот, а потом Октавиан, публично объявивший женихом Юлии Тиберия. Последний, не желая ни править, ни бросать Випсанию, скрывается в провинции, но Друз уговаривает его вернуться. Тем временем оскорблённая Юлия отправляется в лупанарий, где пускается во все тяжкие, там её находит сенатор Гракх, с которым она вступает в связь. Отправляясь на германскую границу, Друз посылает брату зашифрованное послание с Вестилием, но последний приносит его Октавиану, пообещав найти ключ. Ночью Тиберий пытается задушить мать подушкой, но его останавливает Тихо, сказав разбуженной госпоже, что у неё был дурной сон. |            |                 |                 |                |               |
| 15 | 7          | «Проклятие»     | Дэвид Эванс     | Саймон Бёрк    | 09.07.2023    |
| 11 год до н. э. Годичный траур по Агриппе окончен, в доме Октавиана готовятся к свадьбе Тиберия и Юлии. Приглашение на праздник получает и Друз, ведущий войну с германцами на Рейне. Праздник омрачают смертельная болезнь Октавии и отсутствие Ливии, задержавшейся на вилле Пизона. После обручения подавленная Юлия напивается, а затем уединяется с Гракхом. В разгар свадьбы обеспокоенный Октавиан посылает на поиски жены центуриона Страбона, после чего увлекается игрой в кости с Друзом. Ни Октавиан, ни его родня не знают, что Домиций подговорил Муску напасть на Ливию на пути в столицу. Заговорщикам удаётся перебить охрану и ранить Пизона, но Ливия с конкубиной последнего Урсой бегут от них в лес. Тихо убивает нескольких преследователей и находит беглянок, укрывшись с ними в пещере. Там он обвиняет госпожу в убийстве жрицы и рассказывает о попытке Тиберия её задушить. Желая отвлечь преследователей, Ливия бежит к водопаду, где её настигает Муска. Обвинив жену цезаря в смерти брата, он грозит ей не только смертью, но и изнасилованием. Та бросается в водопад, чудом выбирается на берег, где её находят Тихо и Урса, и вскоре беглецов встречают легионеры Страбона. Муска опережает их, сообщив о смерти Ливии Домицию, который тут же убирает его руками своих наёмников. Вернувшись в триклиний, Домиций с ужасом встречает живую супругу Октавиана, и Марцелла предупреждает его, что выражение его лица заметно всем. Вестилий проникает в спальню Друза, копируя ключ к шифру, и Октавиану удаётся прочесть письмо пасынка о заговоре. Умирающая Октавия берёт с брата обещание убить одного из сыновей Ливии в уплату за смерть Марцелла. |            |                 |                 |                |               |
| 16 | 8          | «Власть»        | Дэвид Эванс     | Саймон Бёрк    | 09.07.2023    |
| 9 год до н. э. После смерти Октавии Ливии с трудом удаётся найти общий язык с сыновьями и невестками. Друз отказывается возвращаться с войны, Юлия открыто блудит с Гракхом, а Випсания — с бывшим мужем, в то время как их дети остаются без присмотра. На германской границе Антония Младшая тщетно отговаривает Друза от мятежа. Тот попадает в засаду, получает рану отравленным копьём и умирает. Тиберий узнаёт о причастности Вистилия к смерти брата. Октавиан отчитывает Ливию, пригрозив её сыновьям жестокой карой, и той приходится принимать меры. Забрав к себе внуков на воспитание, она сажает под замок спившуюся Юлию, а Випсанию и Гракха выгоняет из дома. Марцелла требует от супруга признать своим ребёнка от Гракха, но Юл отказывается. Ливия заключает с ним и с Юлией тайный договор, согласно которому им дозволяется сожительствовать в обмен на жизнь Марцеллы. Пригласив последнюю на природу, любовники во всём ей признаются и топят её в реке. Путём шантажа Ливии удаётся помириться с Домицием, которого отправляют в ссылку, назначив проконсулом Африки. Октавиан сообщает жене, что знает о заговоре и не прочь сам восстановить республику, уйдя на покой, но та противится этому. Нежелание Ливии исполнить клятву, данную отцу, вызывает гнев Пизона, которого ей едва удаётся успокоить. По приезде в Рим с телом Друза Антония сообщает Ливии о причастности к его смерти Вестилия, осмелившегося к ней посвататься, и тому приходится совершить самоубийство. Застав Юлию в постели с Юлом, Тиберий душит подушкой её сына Тиберилла. |            |                 |                 |                |               |

## В ролях
| - Кася Смутняк — Ливия Друзилла - Надя Паркс — Ливия Друзилла в юности - Мэттью Макналти — Гай Цезарь Октавиан - Том Глинн-Карни — Октавиан в юности - Бенджамин Айзек — Тиберий - Эрл Кейв — Тиберий в юности - Юэн Хоррокс — Друз - Колетт Далал Чанчо — Антигона - Мелоди Вакивуамина — Антигона в юности - Алекс Ланипекун — Тихо - Лиам Каннингэм — Ливий - Даррелл Д’Сильва — Пизон - Тим Форбс — Секст Помпей - Энтони Калф — Авл Сабин - Дэниел Кальтаджироне — Лепид - Изабелла Росселлини — Бальбина - Энцо Чиленти — Нерон - Клэр Форлани — Октавия - Кристин Боттомли — Скрибония - Бэйли Спэлдинг — Скрибония в юности - Лиа О’Прей — Юлия - Финн Беннет — Марцелл - Алаис Лоусон — Марцелла | - Бен Бэтт — Агриппа - Миа Рени Джоэлли — Випсания - Юссеф Керкур — Меценат - Лекс Шрэпнел — Красс - Энтони Барклай — Корвин - Лиам Гэрриган — Марк Антоний - Джозеф Оллман — Юл Антоний - Оливер Денч — Юл в юности - Дэвид Эйвери — Домиций - Ханна Чинн — Антония Старшая - Изабель Конноли — Антония Младшая - Итан Мурхауз — Вистилий - Педро Леандро — Априон - Филипп Ардитти — Прим - Алана Боден — Порция - Джек Бретт Андерсон — Гракх - Александра Моэн — верховная весталка Турия - Лилит Лессер — весталка Аврелия - Юлия Соболь — германка Гемина - Вульф Дэнни Хоманн — Балломар - Эллиот Барнс-Уоррелл — Вильбия - Нэйтан Уэлш — Муска - Миа Дженкинс — Урса |

## Создание и оценки
Работа над сериалом началась в 2020 году. Шоураннером стал Саймон Бёрк, режиссёрами — Дэвид Эванс, Клэр Маккарти и Дебс Гарднер-Патерсон. Премьера состоялась в мае 2021 года на Sky Atlantic. В марте 2022 года сериал был официально продлён на второй сезон, съёмки которого завершились в конце 2022 года на студии Чинечитта. Показ начался 9 июля 2023 года. В апреле 2024 года было объявлено, что, несмотря на успех двух первых сезонов, съёмки третьего отменяются.
Сериал получил главным образом положительные отзывы критиков. На сайте-агрегаторе рецензий Rotten Tomatoes его рейтинг составил 80 % при средней оценке 7 из 10. Обозреватель Financial Times Сьюзи Фей назвала сериал «игрой в римлян». Историк Том Холланд в рецензии для The Times констатировал, что «в первых двух своих эпизодах сериал испытывает заметное влияние „Игры престолов“, в остальных же походит больше на политический триллер». В целом Холланд оценил сериал положительно: по его словам, «идея телешоу передана настольно удачно, что нелепые анахронизмы даже не бросаются в глаза. 20-е годы до н. э., охватывающие время от самоубийства Антония и Клеопатры до возвышения Октавиана, ни разу ещё не становились основой для сюжета популярной драмы, и „Домина“ эффектно демонстрирует нам, насколько опрометчиво ими пренебрегали… Не последним достоинством сериала является то, что персонажами его являются люди ещё юные, но играющие уже заметную политическую роль в последние десятилетия жизни Августа».
Обозреватели The Telegraph и The Standard оценили «Домину» на три звезды из пяти.